# Île Amaknak
L'île Amaknak (ou Umaknak ; en aléoute : Amaxnax̂ ; en russe : Умакнак)  est une île du groupe des Îles Fox appartenant aux îles Aléoutiennes en Alaska (États-Unis).
Malgré sa petite taille, l'île Amaknak est la plus peuplée de toutes les îles Aléoutiennes. Elle est reliée à l'île Unalasaka par un pont d'une longueur de 150 m.